# Clare Dennis

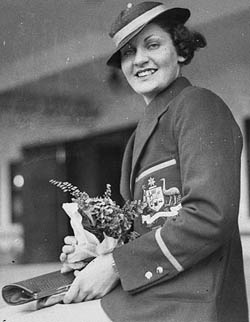
Clare Dennis

Clara „Clare“ Dennis (* 7. März 1916 in Burwood, New South Wales; † 5. Juni 1971 in Manly, Sydney) war eine australische Schwimmerin.
Mit 15 Jahren stellte sie im Januar 1932 einen neuen Weltrekord über 200 m Brust auf und konnte diese Leistung mit dem Olympiasieg bei den Olympischen Spielen 1932 in Los Angeles bestätigen. Als sie nicht für die Olympischen Spiele 1936 in Berlin nominiert wurde, beendete sie ihre Karriere.
Im Jahr 1982 wurde sie in die Ruhmeshalle des internationalen Schwimmsports aufgenommen.